# Portique de jeu
 (août 2021).
Si vous disposez d'ouvrages ou d'articles de référence ou si vous connaissez des sites web de qualité traitant du thème abordé ici, merci de compléter l'article en donnant les références utiles à sa vérifiabilité et en les liant à la section « Notes et références ».

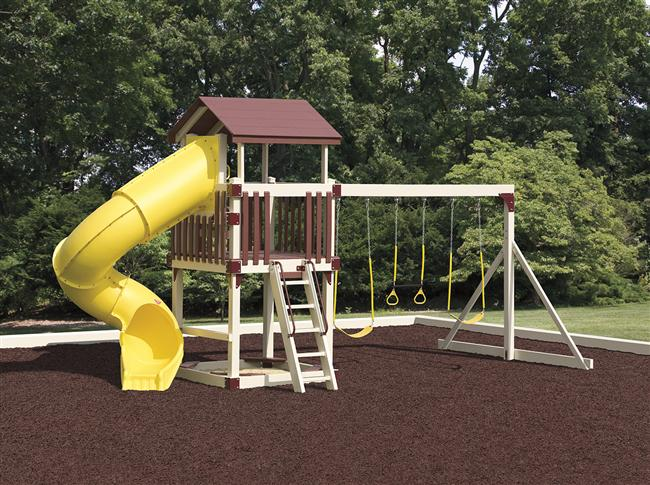
Un portique de jeu sur un terrain de jeux avec toboggan (glissoire), balançoire et maisonnette d'enfant.

Un portique de jeu ou un ensemble de jeu, est une structure érigée à l'extérieur, par exemple sur un terrain de jeux pour que les enfants puissent jouer dessus et autour.

## Composants
Les composants typiques d'un ensemble de jeu extérieur comprennent :

### Tours
Dans un ensemble de jeu, une tour est une structure verticale avec un ou plusieurs ponts placés à différents niveaux. Une plate-forme est essentiellement une surface de jeu horizontale contenue à l'intérieur ou attachée à une tour. Elle peut être surmontée par une maisonnette d'enfant si la tour est couverte ou celle-ci peut être placée au niveau du sol si la tour n'a pas de toiture.

### Parcours de jeu
- Ponts : Les tours peuvent être reliées les unes aux autres via des ponts fixes ou des ponts à chaînes ou des filets pour que les enfants puissent les traverser, à la manière d'un parcours acrobatique en hauteur/accrobranche.
- Échelles : Les échelles de corde, les échelles fixes ou des minis-jeux d'escalade sont des accessoires courants pour les ensembles de jeux.

### Bacs à sable
Un bac à sable accompagne souvent un ensemble de jeu extérieur, par exemple au pied d'une tour.

### Toboggan
Les toboggans peuvent être couverts ou découverts.

### Balançoires
Des balançoires sont généralement montées sur une structure autoportante.

### Monkey bars
Les tours peuvent être reliées par un ensemble de cage à poules ou de pont de singe/pistes de singes en hauteur ou surplombant le sol ainsi que des ponts.

### Sol
Le sol peut être sécurisé en étant composé de plaques amortissantes, le fait que cela soit un bac à sable géant permet un amortissement suffisant pour éviter la pose de plaques supplémentaires.

## Sécurité
En juillet 2001, la Consumer Product Safety Commission (CPSC) des États-Unis a signalé que plus de 200 000 enfants sont emmenés chaque année aux urgences des hôpitaux en raison de blessures liées aux terrains de jeux. La plupart des blessures surviennent lorsqu'un enfant tombe sur la surface du terrain de jeu.

## Galerie de photographies

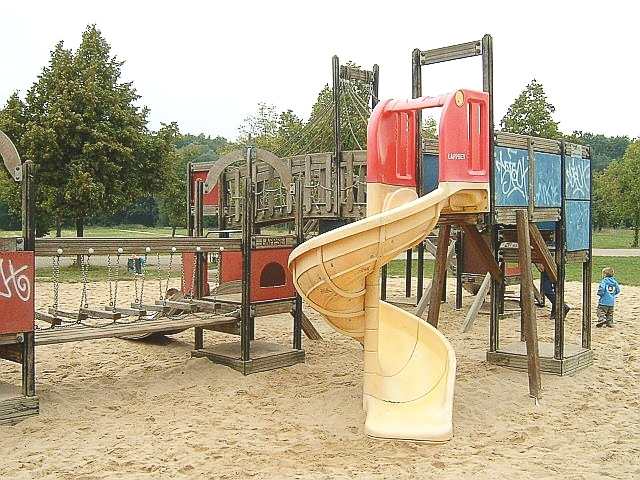
Toboggan en colimaçon au sein d'un portique de jeu, avec un parcours de jeu, lui-même intégré dans un grand bac à sable.
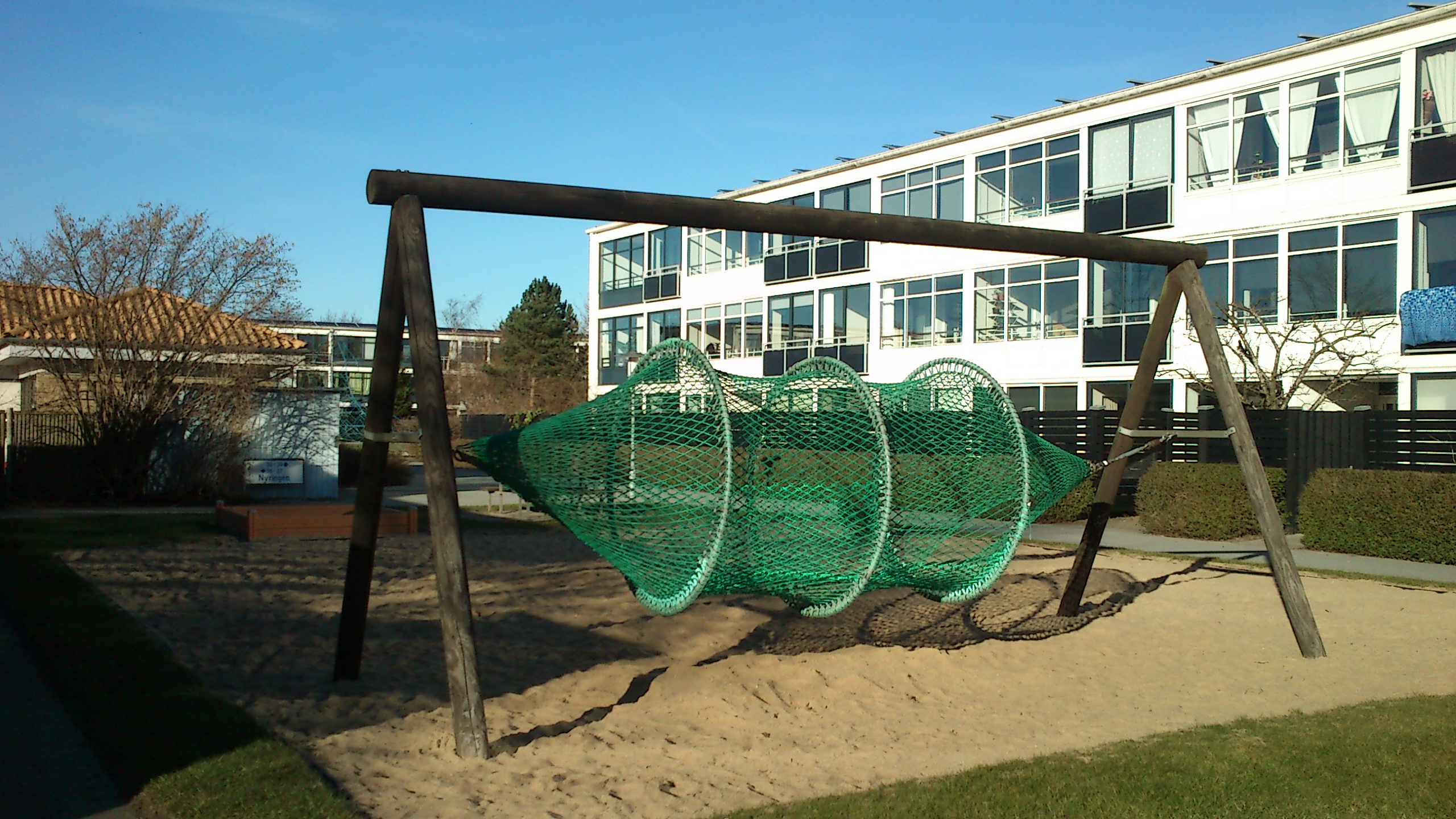
Parcours de jeu isolé en filet sur un portique simple.
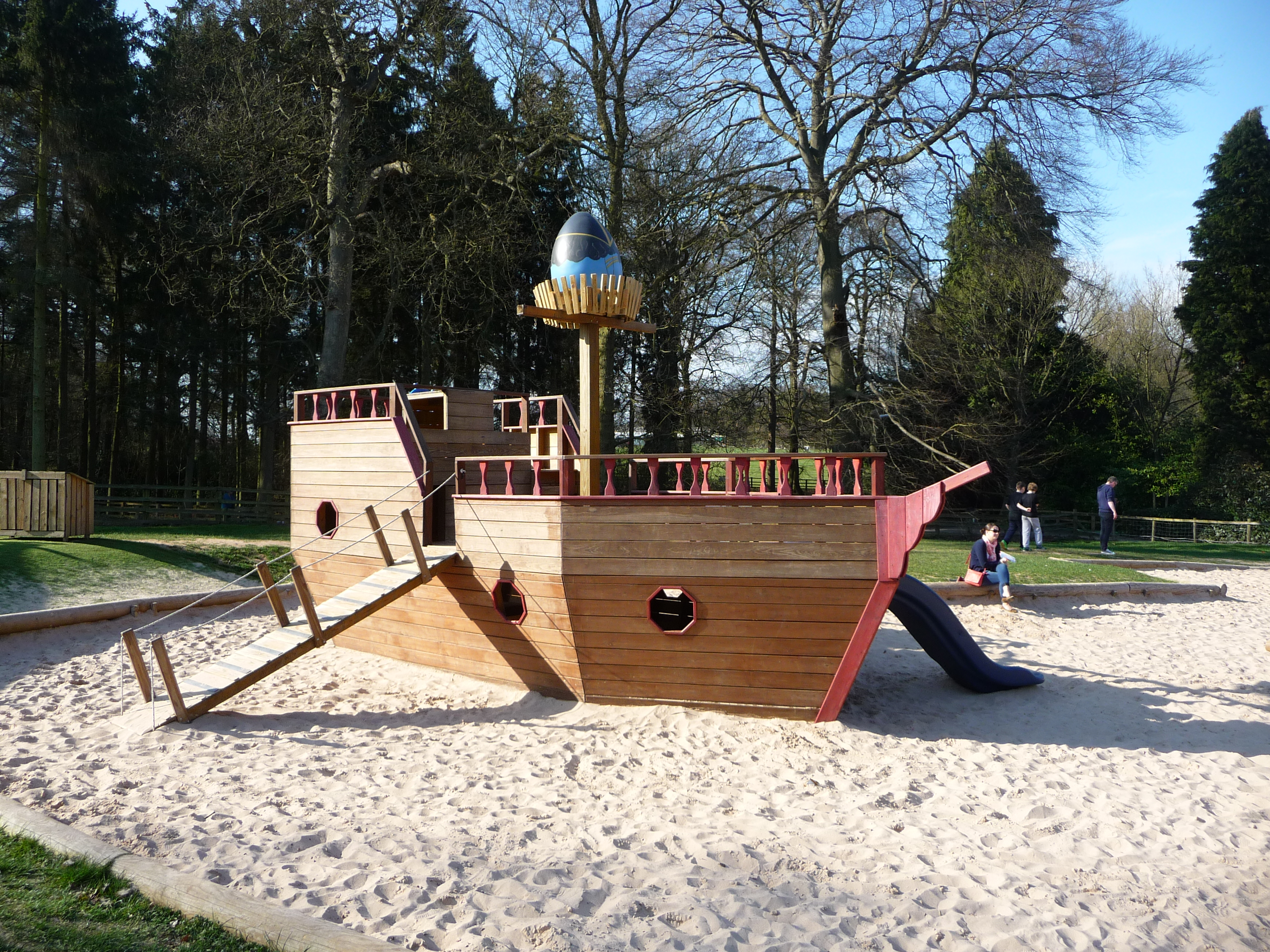
Portique de jeu à thème au sein d'un bac à sable, le bateau est creux et constitue une maisonnette d'enfant.
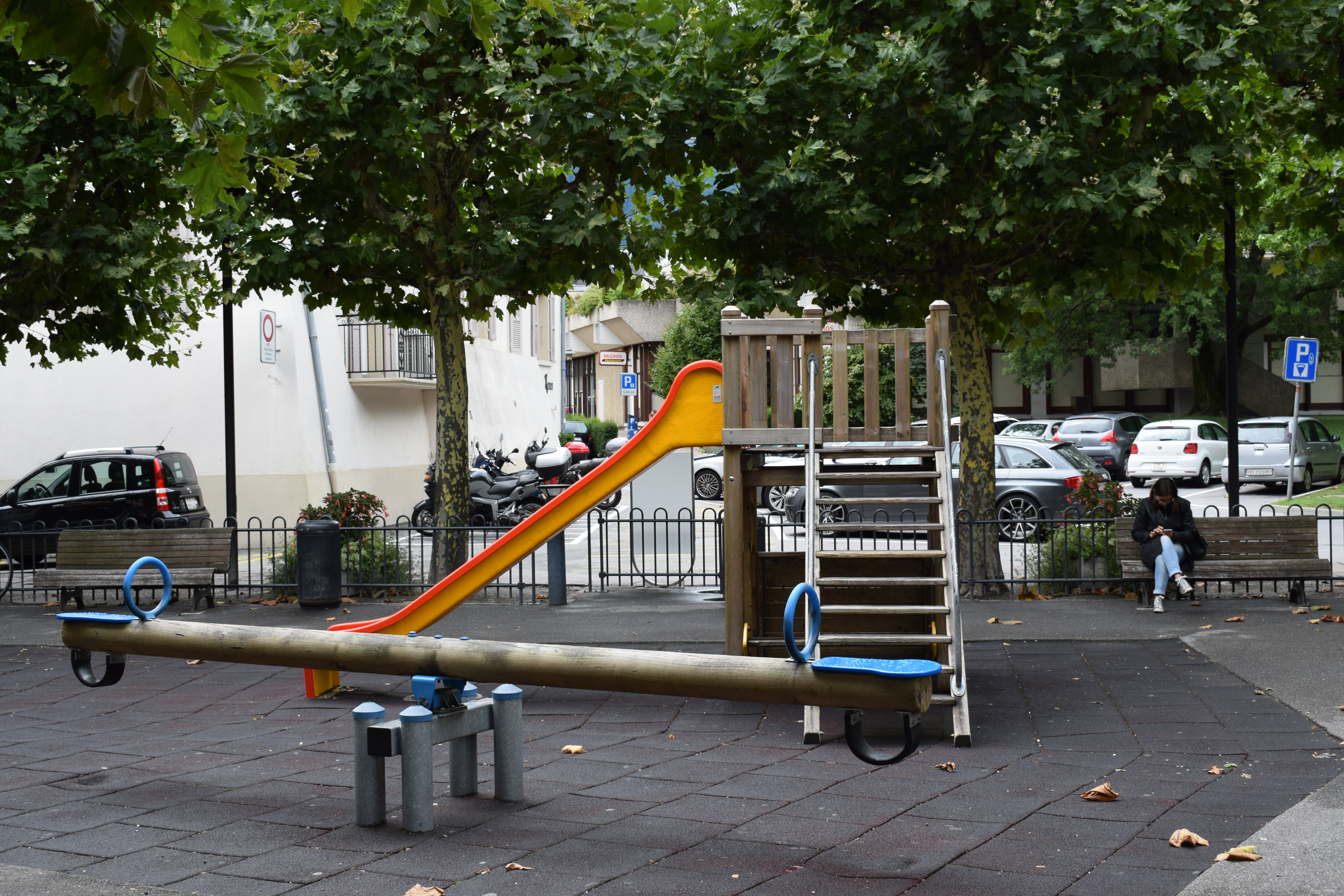
Portique de jeu Bürli avec toboggan, tour en hauteur et maisonnette d'enfant au niveau du sol, à l'avant-plan se trouve une balançoire à bascule, le sol est sécurisé avec des plaques amortissantes.
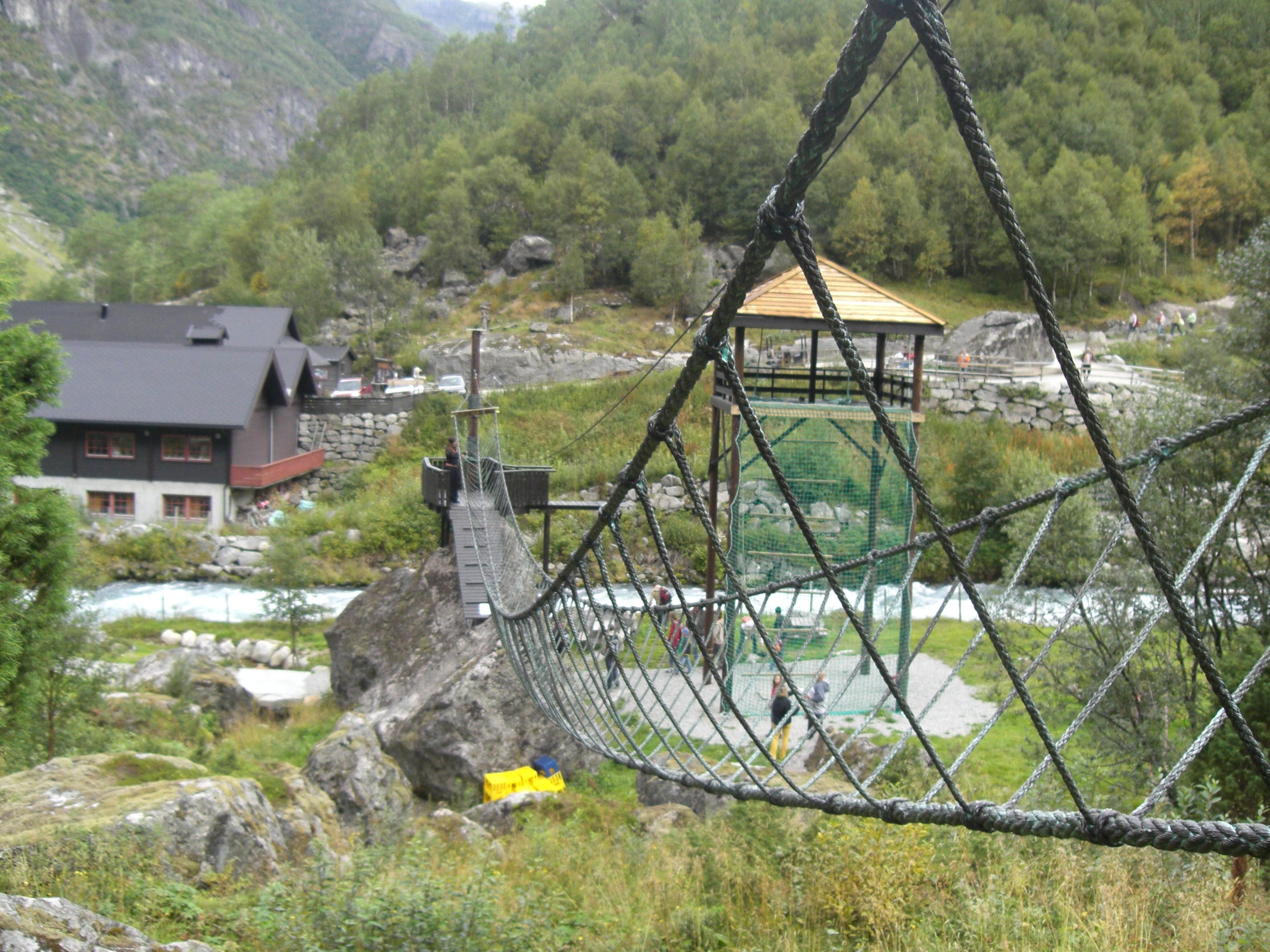
Pont de singe rudimentaire à double balustrade en corde sur un portique de jeu.